# Whale’s Voyage
Whale’s Voyage — компьютерная ролевая игра, разработанная австрийской компанией Neo Software и изданная Flair Software в 1993 году для Amiga, Amiga CD32 и DOS.

## Игровой процесс
Перед началом прохождения игрок генерирует четырёх персонажей, входящих в экипаж корабля. Генерация проходит в четыре этапа. Сначала игрок выбирает родителей персонажа из предложенных вариантов. Затем он может модифицировать получившиеся гены, изменив тем самым его характеристики и черты его характера. Затем он выбирает, в какую школу отправить персонажа, что определит его умения. Наконец, он выбирает колледж, что определяет профессию персонажа. Игрок начинает на орбите одной из планет; его первой задачей является раздобыть топливо для корабля.
Игроку доступно для посещения шесть планет. Каждая планета обладает уникальным саундтреком. Большую часть игры составляет торговля. Игрок может продать товары, находясь на орбите планеты, однако если приземлиться на планету и говорить с торговцами напрямую, можно обнаружить более выгодные предложения. Помимо торговли, можно исследовать планеты, выполнять различные задания и сражаться с космическими пиратами.

## Сюжет
XXIV век. Игрок — космический путешественник, который застрял в космосе после неудачной сделки по покупке космического корабля «Кит». Оказавшись на орбите отдалённой планеты, он должен заработать денег торговлей и модернизировать корабль настолько, чтобы улететь.

## Оценки
Игра получила положительные отзывы; средняя оценка критиков на портале MobyGames составляет 71 %. Майлз Гаттери, обозревая переиздание для Amiga CD32 для журнала Amiga CD32 Gamer, оценил игру в 85 %, отметив, что на момент выхода считал игру слишком дорогой с учётом ряда раздражающих недостатков, однако назвал удешевлённое переиздания достойным внимания. Пол Пресли из CU Amiga описал Amiga-версию игры как «Elite, из которой выкинули всё то, что делало Elite хорошей игрой», похвалив лишь графику и необычную процедуру создания персонажей. А. Федоров из журнала «КомпьютерПресс» назвал DOS-версию Whale’s Voyage «посредственной игрой, посмотреть которую стоит только „для галочки“», отметив высокие системные требования и неудобное управление, однако положительно оценив звуковое сопровождение игры.

## Продолжение
В 1995 году вышел сиквел игры, названный Whale’s Voyage II: Die Übermacht.